# أليكس فينلاي
أليكس فينلاي هو سياسي أسترالي، ولد في 14 نوفمبر 1887 في ملبورن في أستراليا، وتوفي في 2 مارس 1963. نشط حزبياً في حزب العمال الأسترالي. وقد انتخب عضو مجلس الشيوخ الأسترالي ‏ عن دائرة جنوب أستراليا ‏ (1 يوليو 1944 – 30 يونيو 1953).